# Ши Цзянь
Ши Цзянь (кит. трад. 石鑒, упр. 石鉴, пиньинь Shí Jiàn, ?—350), взрослое имя Далан (大郎) — выходец из народности цзе, император государства Поздняя Чжао, пробыл на троне всего 103 дня.

## Биография
Ши Цзянь был сыном Ши Ху. О его жизни до смерти отца известно мало (неизвестно даже имя его матери). Когда Ши Ху после смерти Ши Лэ усадил в 333 году на трон Ши Хуна, то заставил его сделать всех своих сыновей князьями — и Ши Цзянь стал «Дайским князем» (代王). В 334 году Ши Ху сел на трон сам, а в 337 году понизил всех своих сыновей (кроме старшего Ши Суя) в ранге до гунов — и Ши Цзянь стал Иян-гуном (义阳公). В 345 году Ши Цзянь упоминается в качестве правителя региона Гуаньчжун. В 349 году Ши Ху провозгласил себя императором, и Ши Цзянь был повышен в ранге до князя, став Иянским князем (义阳王).
Когда летом 349 года Ши Ху был уже при смерти, несмотря на то, что изначально он планировал сделать регентами своих сыновей Ши Цзуня и Ши Биня, Чжан Чай и императрица Лю смогли подделать указы, приказывающие казнить Ши Биня, а Ши Цзуня отправить в Гуаньчжун. После смерти Ши Ху на престол ими был возведён 10-летний Ши Ши, а вдовствующая императрица Лю заняла пост регента и стала управлять страной вместе с Чжан Чаем. Однако Ши Цзунь вместе с рядом поддержавших его генералов прибыл в столицу Ечэн, убил Чжан Чая и сместил Ши Ши и вдовствующую императрицу Лю, а трон занял сам. Ши Ши получил титул «Цяоский князь» (譙王), а вдовствующая императрица Лю стала вдовствующей княгиней Цяо. Вскоре после этого, однако, по приказу Ши Цзуня они были казнены.
Ши Цзунь провозгласил наследником престола Ши Яня — сына Ши Биня, чем разочаровал своего приёмного племянника Ши Миня. Тем не менее Ши Минь возглавил силы, которые Ши Цзунь направил против своего брата Ши Чуна, обвинившего Ши Цзуня в убийстве законного правителя Ши Ши. После разгрома Ши Чуна Ши Минь захотел больше власти, но Ши Цзунь ему в этом отказал. Чувствуя слабость центрального правительства, генералы на местах начали постепенно дистанцироваться от центра, а Ранняя Янь и Восточная Цзинь — планировать вторжение.
Ши Цзунь собрал под эгидой вдовствующей императрицы Чжэн прочих князей, и объявил им о намерении казнить Ши Миня. Вдовствующая императрица Чжэн выступила против этого, и Ши Цзунь отступил, но Ши Цзянь проинформировал Ши Миня о планах Ши Цзуня, и тот решил действовать на опережение: он арестовал и казнил Ши Цзуня, и возвёл на трон Ши Цзяня.
Реальная власть оказалась в руках Ши Миня и его сподвижника Ли Нуна. Ши Цзянь не собирался терпеть всевластие Ши Миня и послал против него своего брата Ши Бао вместе с полководцами Ли Суном и Чжан Цаем, но, после того как они были разбиты, сделал вид, что они действовали без его ведома, и всех казнил. После этого ещё один его брат, Ши Чжи, поднял восстание в старой столице Сянго (в нынешнем Синьтае в провинции Хэбэй), в союзе с вождями кянов — Яо Ичжуном, и ди — Пу Хуном, против Ши Миня и Ли Нуна. Ши Цзянь послал ещё одного полководца, своего соплеменника Сунь Фуду, напасть на Ши Миня, а когда Ши Минь победил и его, велел Ши Миню казнить побежденного, чтобы отвести подозрение от себя. Но Ши Минь начал понимать, кто направлял Сунь Фуду, и решил разоружить цзе, которые знали, что он на самом деле китаец, а не один из них. Он издал указ, запрещавший всем некитайцам носить оружие; большинство из них сразу же покинули Ечэн. Ши Минь взял Ши Цзяня под домашний арест, оставив без какой-либо связи с внешним миром. Так как некитайцы продолжали бежать из Ечэна, Ши Минь, видя, что не может рассчитывать на поддержку особенно со стороны хунну и цзе, новым указом назначил награду своим китайским подданным за голову каждого убитого некитайца. В последовавшей резне было убито около 200 тысяч человек, в том числе многие китайцы, отличавшиеся более высоким носом или густой бородой (что считалось признаком принадлежности к варварам).
В 350 году, по принуждению Ши Миня, Ши Цзянь изменил название государства с Чжао на Вэй (衛), а фамилию царствующего дома с Ши на Ли (李). Многие высокопоставленные чиновники бежали к Ши Чжи. Военачальники на местах стали вести себя фактически независимо от центрального правительства, выжидая, чем закончится война. В то время как Ши Минь направлял войска против Ши Чжи, Ши Цзянь сделал ещё одну попытку освободиться, приказав своему полководцу Чжан Шэню напасть на столицу после того как оттуда уйдёт Ши Минь. Однако евнухи Ши Цзяня сообщили об этом Ши Миню и Ли Нуну, и те немедленно вернулись в Ечэн и казнили Ши Цзяня вместе с 28 внуками Ши Ху и остальными членами рода Ши.